# UCLA 데이비드 게펜 의과대학

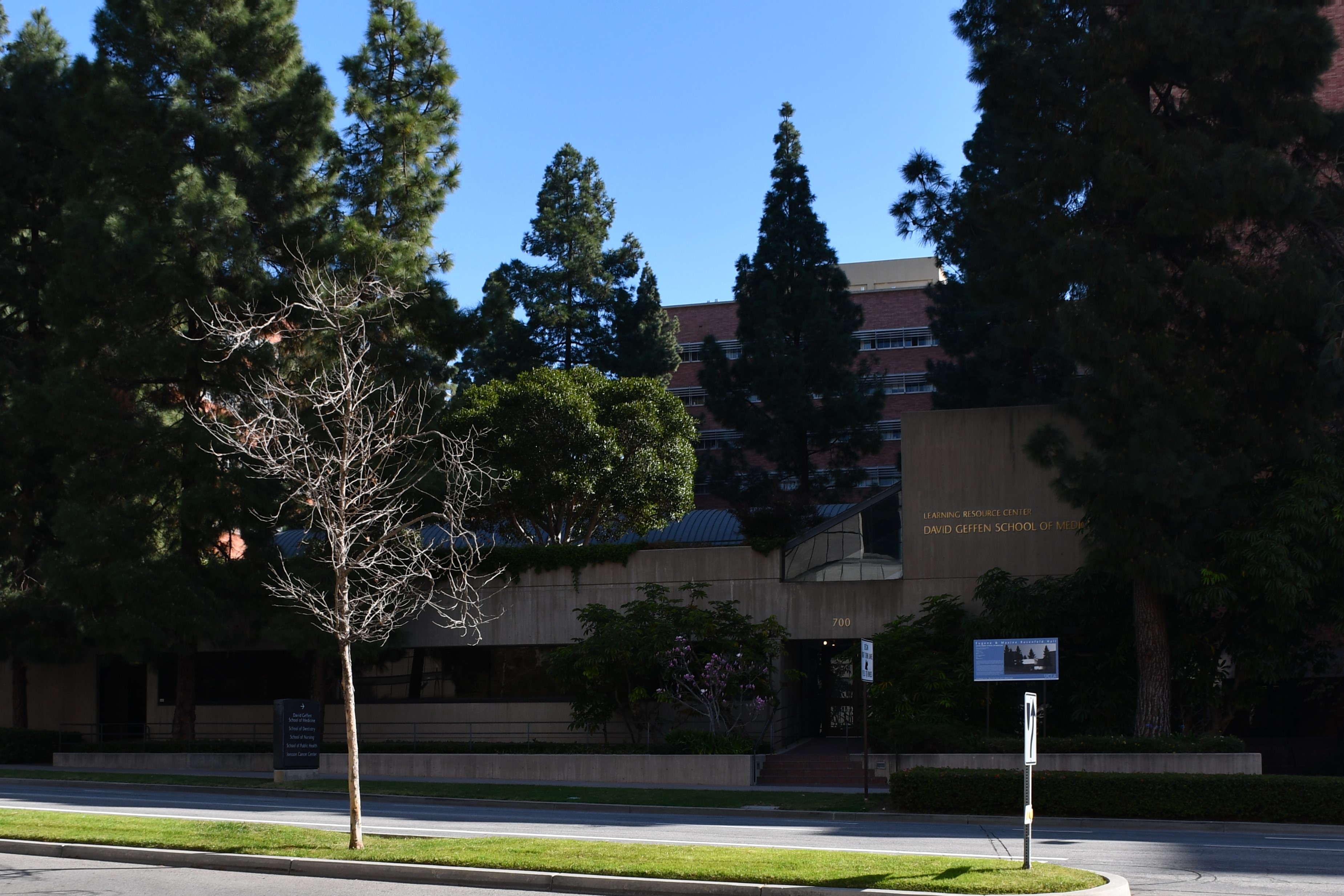

UCLA 의과대학원 또는 UCLA 데이비드 게펜 의과대학원(David Geffen School of Medicine at UCLA)은 미국 캘리포니아 로스앤젤레스의 캘리포니아 대학교 로스앤젤레스 소속 의과대학원이다. 학교는 2001년 의과대학원에 2억 달러를 기부한 영화 재벌 데이비드 게펜에 경의를 표하며 학교명을 개명하였다.

## 역사

### 학교 설립과 초대 역사
캘리포니아 대학교 이사회는 1945년에 UCLA 산하 의과대학원 설립을 결정하였다. 1947년에 스태포드 L. 워렌 (Stafford L. Warren) 박사가 초대 학장으로 선출되었다. 당시 워렌박사는 로체스터 대학교 의과대학원 교직을 휴직한 후에 맨허튼 프로젝트에 참여하고 있었다. 초대 교수진의 핵심 인사는 로체스터 대학교 의과대학원 방사선과 교수 앤드루 다위 (Andrew Dowy), 내과교수 존 로런스(John Lawrence), 감염과 교수 찰스 카펜터 (Charles Carpenter)로 이루어졌다. 34살 존스 홉킨스 대학교 의과대학 외과 전문의 윌리엄 롱마이어 Jr. (William Longmire Jr.)를 포함한 이 다섯명은 초창기 다섯인 (Founding Five)라 불렸었다.
1949년에 대학병원과 학교 건물 공사가 시작했다.
1951년에 입학한 제1기 학생들중에 26명이 남자, 2명이 여자였다. 그 당시 15명이었던 교직원 수는 제1기 학생이 졸업한 1955년에는 43명으로 늘었다. 첫 수업은 르 콘트가 (Le Conte Avenue)에 있는 옛 신학 콘퍼런스 빌딩 라운지에서 진행됐다.
1955년 7월, 대학병원인 UCLA 메디칼 센터가 개업했다.

### 멜린코프 임직기
1962년에 셔먼 멜린코픈 (Sherman Mellinkoff)는 워렌 박사의 뒤를 이어 24년동안 학장으로 활동하였다. 멜린코프박사 지도하에 의과대학원은 눈부신 성장을 기록했다. 신경정신과 연구소, 뇌 연구소, 매텔 (Mattel) 아동병원, 줄 슈타인 (Jules Stein) 안과 연구소, 리드 (Reed) 신경과 연구센터 등이 설립되었다. 1960년 말에는 의과대학과 대학병원의 규모가 두배 이상 커졌다. 이때 UCLA 치과대학, 보건대학, 간호대학들도 세워졌다. 의과대학은 재학생이 400이 넘었으며, 700명 이상의 인턴과 레지던트, 거의 200명의 석박사 과정이 있다.
1966년에는 찰스 R. 드루 의과학 대학원과 제휴를 맺어 남 로스앤젤레스의 빈곤층에게 봉사할 의사교육 프로그램을 시작하였다.

## U.S. 뉴스와 월드 리포트
UCLA 데이비드 게펜 의과대학원은 미 주간지 U.S. 뉴스와 월드 리포트 (U.S. News and World Report) 의과대학/연구 랭킹에서 6위이다.

## 같이 보기
- 데이비드 게펀
- 캘리포니아 대학교 로스앤젤레스

## 참고 문헌
1. ↑  Best Graduate Schools - Education - US News and World Report